# Varchentin

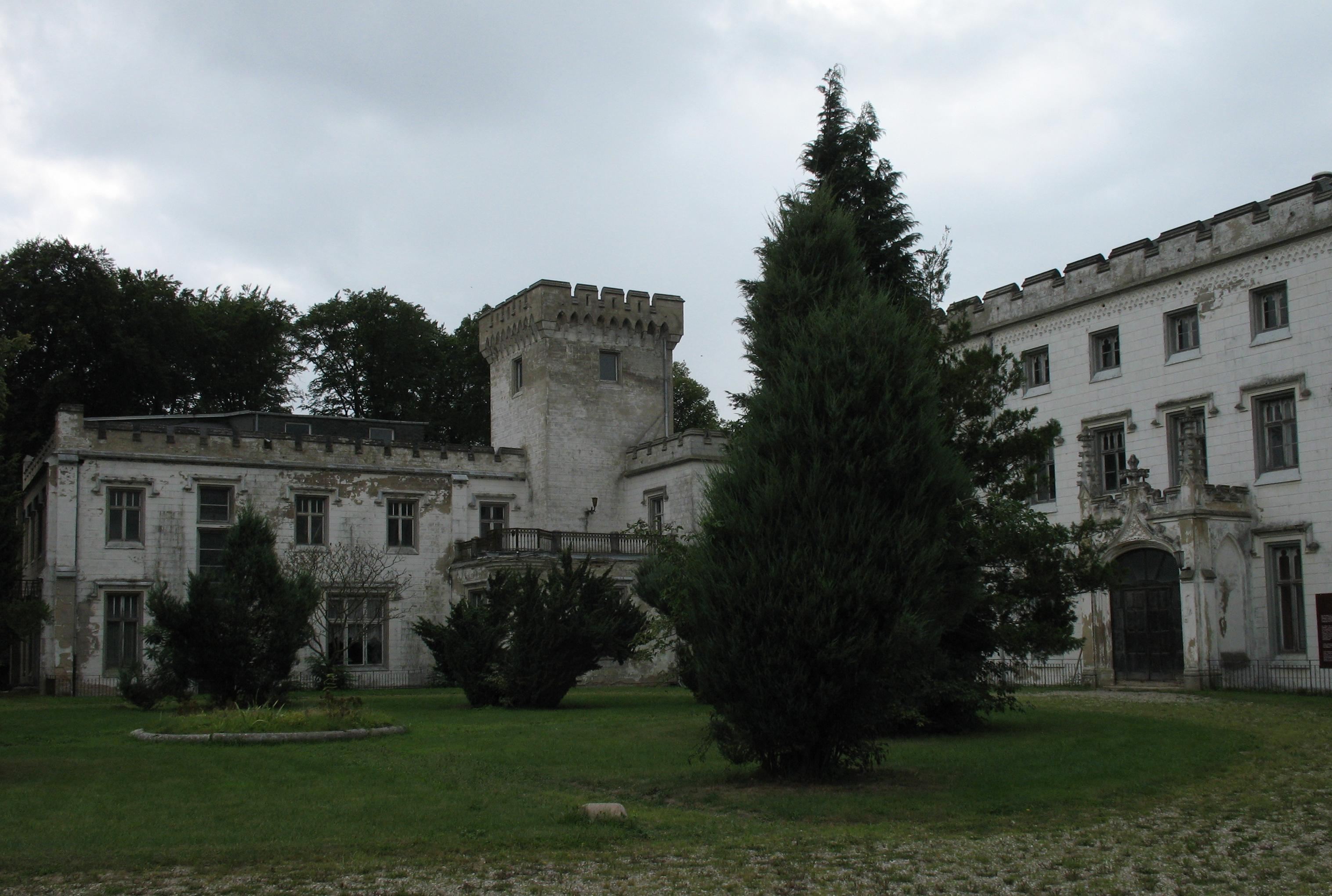
Magione

Varchentin è una località del comune di Groß Plasten nel Meclemburgo-Pomerania Anteriore, in Germania.
Appartiene al circondario della Seenplatte del Meclemburgo ed è parte della comunità amministrativa (Amt) di Seenlandschaft Waren.
Già comune autonomo, nel 2019 è stato incorporato al comune di Groß Plasten.